# Bündnis Sahra Wagenknecht
Bündnis Sahra Wagenknecht – Vernunft und Gerechtigkeit (BSW, pronúncia em alemão: [beːɛs'veː]); Português: Aliança Sahra Wagenknecht – Razão e Justiça) é um partido político alemão fundado em 8 de janeiro de 2024. O partido foi precedido pela constituição de uma associação registada, criada em 26 de setembro de 2023 e constituída maioritariamente por antigos membros do partido político alemão A Esquerda, com o objetivo de preparar a fundação do novo partido político. Os planos para o novo partido foram apresentados numa conferência de imprensa federal em 23 de outubro de 2023 pelos membros do Bundestag Sahra Wagenknecht, Amira Mohamed Ali e Christian Leye, ex-diretor administrativo da Esquerda na Renânia do Norte-Vestfália Lukas Schön, e pelo empresário Ralph Suikat.
Amira Mohamed Ali anunciou que ela, junto com Wagenknecht, Leye e sete outros membros da fação do Bundestag, deixariam a A Esquerda para fazer parte do recém-fundado BSW; eles manteriam a sua adesão ao grupo parlamentar da A Esquerda (Fraktion) e manteriam os privilégios parlamentares até a dissolução da Fação pelo partido da Esquerda em 6 de dezembro de 2023. O principal objetivo da associação é construir uma estrutura para um novo partido liderado por Wagenknecht. A associação é cética tanto em relação à política verde quanto ao apoio à Ucrânia na Guerra Russo-Ucraniana. De acordo com várias sondagens, entre 12 e 20 por cento (com até 32% na Alemanha Oriental) dos alemães disseram que considerariam votar no BSW.

## História

### Histórico

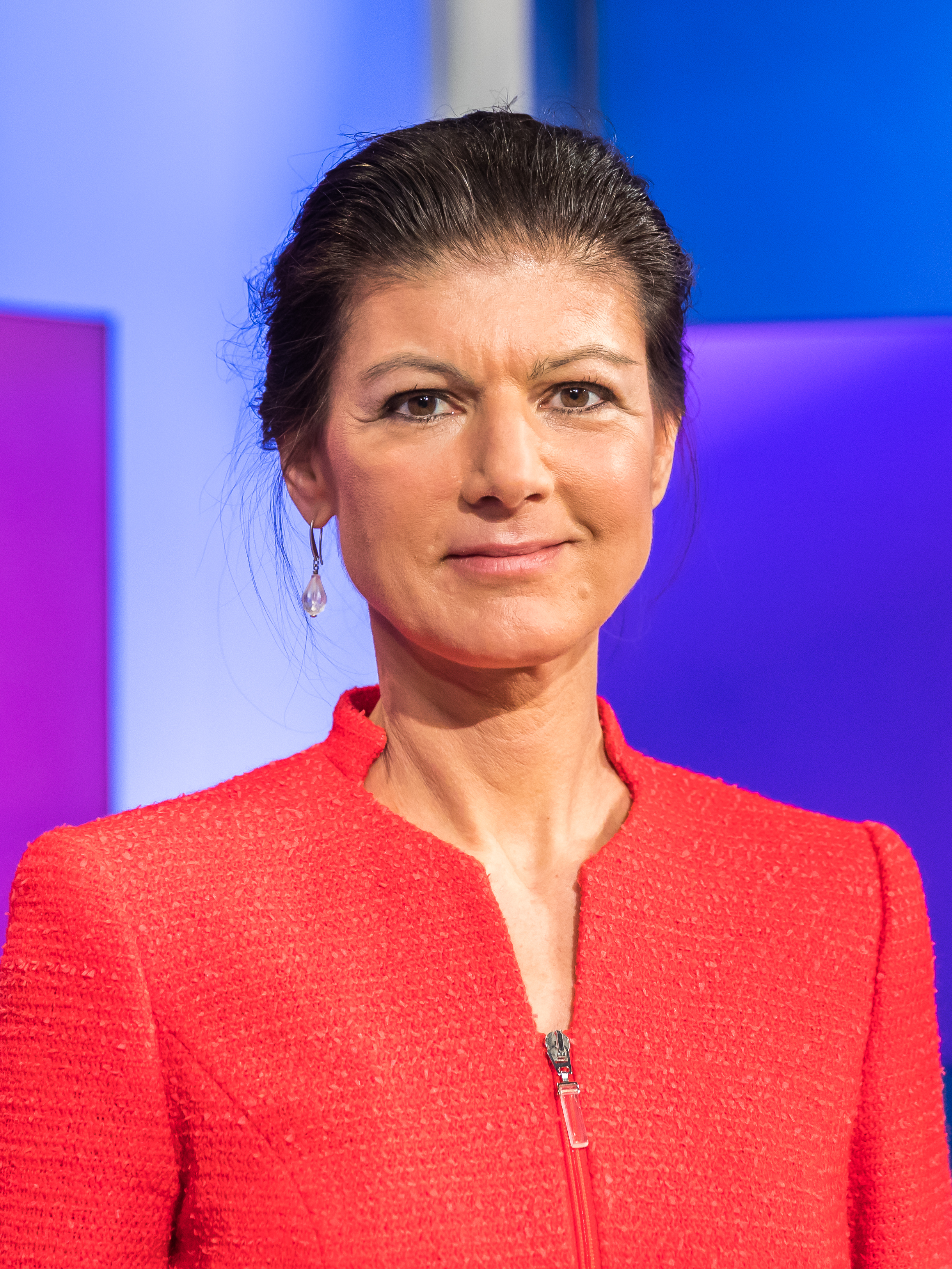
Homõnima e figura central Sahra Wagenknecht em 2023

Wagenknecht, que foi descrita como uma proeminente política de esquerda, foi membro da A Esquerda e dos seus antecessores, como o Partido Socialista Unificado da Alemanha (SED) e o Partido do Socialismo Democrático (PDS); as suas posições políticas são geralmente identificadas como populistas de esquerda. Embora Wagenknecht tenha sido co-líder da A Esquerda de 2015 a 2019, o conflito com outros membros do partido sobre tópicos, como a política alemã de refugiados, a vacinação contra a COVID-19 e a invasão russa da Ucrânia em 2022, levou à especulação desde 2021 de que Wagenknecht deixaria a A Esquerda e fundaria um novo partido político.
A especulação aumentou no período que antecedeu as eleições estaduais de Hesse de 2023 e as eleições estaduais da Baviera de 2023, em 8 de outubro, nas quais a Esquerda não conseguiu atingir o patamar eleitoral de 5%, enquanto a Alternativa para a Alemanha (AfD), de extrema direita, cresceu em ambas. O sucesso da AfD levou Wagenknecht a afirmar que um partido populista de esquerda poderia competir com a AfD, ao mesmo tempo que respeitava a Lei Básica da República Federal da Alemanha.

### Registo da associação
A associação BSW – Für Vernunft und Gerechtigkeit eV, com sede em Karlsruhe, foi inscrita no registo da associação no tribunal distrital de Mannheim em 26 de setembro de 2023. Em meados de Outubro, mais de cinquenta membros da Esquerda apresentaram um pedido de exclusão de Wagenknecht do partido, a fim de impedi-la de construir um novo partido com os recursos da A Esquerda.
Membros do partido e comentadores políticos culparam a especulação em curso sobre a fundação de um novo partido e a resultante dissolução da Esquerda pelos seus maus resultados nas eleições estaduais. Martin Schirdewan, presidente federal da A Esquerda e co-presidente da A Esquerda no Parlamento Europeu - GUE/NGL, declarou que o partido expulsaria membros que se comprometessem com a fundação de um partido rival pela BSW. O Conselho Executivo Federal da Esquerda aprovou uma resolução de incompatibilidade (Unvereinbarkeitsbeschluss) com o BSW.
Pouco depois do anúncio da conferência de imprensa, foi registado um website falso em www.bswpartei.de que se apresentou como o site oficial do partido, utilizando imagens protegidas por direitos de autor e o endereço do escritório de Wagenknecht na sua impressão. Wagenknecht iria registar uma denúncia criminal contra o website, que agora está offline. Ainda não está claro quem o criou.
Os membros do BSW no Bundestag alemão pretendem continuar a trabalhar como grupo parlamentar e apresentaram um pedido correspondente ao Presidente do Bundestag. Quando o Grupo Wagenknecht foi constituído no Bundestag em 11 de dezembro de 2023, Wagenknecht foi eleita sua presidente, Klaus Ernst seu vice-presidente e Jessica Tatti sua diretora administrativa parlamentar. A associação também passou a ser representada na Câmara dos Representantes de Berlim, por Alexander King, e no Parlamento de Hamburgo, por Metin Kaya, quando estes deputados deixaram a A Esquerda para se juntarem ao BSW.

### Fundação do partido
O partido foi oficialmente fundado em 8 de janeiro de 2024, seguido de uma conferência de imprensa de duas horas. Este processo de formação viu a criação de um novo website e a publicação do primeiro manifesto partidário do BSW. O partido também nomeou os seus principais candidatos para as eleições para o Parlamento Europeu de 2024 na Alemanha e anunciou que já tinha criado uma lista completa de candidatos a serem aprovados na primeira conferência do partido.
A Universidade de Potsdam desenvolveu um teste político, BSW-O-Mat (nome sendo uma referência ao Wahl-O-Mat do bpb), baseado no primeiro manifesto do partido. O teste foi divulgado no mesmo dia do manifesto.
Foi anunciado em 1 de dezembro de 2023 que a primeira conferência do partido está planeada para ser realizada em 27 de janeiro de 2024. Ralph Suikat também comentou na altura que a associação tinha recebido até ao momento um montante de donativos na ordem dos sete dígitos, que foi posteriormente esclarecido como sendo 1,4 milhões de euros arrecadados durante todo o ano de 2023. A maioria (90%) dos quais foram pequenas doações, apenas 12.000 € no total foram doados por países estrangeiros não pertencentes à UE, dos quais 75 € no total da Rússia.

## Posições políticas
As posições políticas do BSW incluem novas restrições à imigração, um plano de desglobalização, oposição à política verde, fim da ajuda militar à Ucrânia e um acordo negociado para a invasão russa da Ucrânia. Wagenknecht considera que o BSW posiciona-se principalmente em oposição à A Esquerda e à Aliança 90/Os Verdes, e tem sido descrito de várias maneiras como populista, economicamente socialista, conservador cultural, e pró-Rússia na política exterior, a última das quais Wagenknecht negou. Numa entrevista ao Süddeutsche Zeitung, Wagenknecht afirmou que o seu partido "obviamente não é de direita", mas sim de esquerda no sentido de "lutar por mais justiça social, bons salários, pensões decentes" e "uma política externa que regressa à tradição da détente em vez de confiar cada vez mais na carta militar".
O BSW apoia o intervencionismo económico e maiores benefícios sociais, que devem ser financiados pelos ricos, enquanto que os bens e heranças devem ser poupados. Wagenknecht publicou um manifesto de cinco páginas que se concentrava em questões como a deterioração de pontes e estradas, má receção de telemóveis, internet lenta e administrações sobrecarregadas. Apesar das críticas contra os Verdes e a política verde, o manifesto ecoou a estratégia industrial apresentada por Robert Habeck, enfatizando a inovação e o compromisso do BSW com a justiça social, o progresso e o crescimento económico. Wagenknecht rejeitou os seus críticos dizendo que queria transformar a economia na da Alemanha Oriental, e em vez disso é uma defensora do ordoliberalismo, que apoia uma economia de mercado justa, e políticas sociais fortes; alguns economistas questionaram esses planos, citando uma aparente contradição sobre como tais políticas podem funcionar em conjunto ou coexistir. Além disso, a combinação do BSW de políticas económicas em parte socialistas, em parte de ideias neoliberais com ideias mais conservadoras em questões socioculturais atraiu tanto apoio como ceticismo.
A BSW critica o envio de armas para a Ucrânia e aos seus apoiantes na Guerra Russo-Ucraniana, e culpa a NATO pela escalada do conflito. Durante a guerra Israel-Hamas de 2023, Wagenknecht descreveu a Faixa de Gaza como uma "prisão ao ar livre". Wagenknecht rejeitou o rótulo de esquerda (links) dentro do nome do novo partido, dizendo que "muitas pessoas hoje o associam a conteúdos completamente diferentes" e a "debates elitistas", e que o BSW apelaria a um "amplo espectro de potenciais eleitores". Wagenknecht sentiu que a A Esquerda havia se tornado liberal de esquerda e o que ela chamou de "estilo de vida de esquerda" em vez de esquerdista, e acusou os progressistas da A Esquerda de estarem "muito focados na dieta, nos pronomes e na perceção do racismo" em oposição a "pobreza e um fosso cada vez maior entre ricos e pobres."

### Descrições dos média e da ciência política
O partido foi descrito como de esquerda, ou de extrema esquerda, embora esteja mais próximo da direita em questões socioculturais, como imigração e diversidade de género; esta combinação de posições foi comparada às do Partido Socialista nos Países Baixos e do Partido Comunista da Grécia. Sarah Wagner, pesquisadora de pós-doutoramento em ciências políticas na Universidade de Mannheim que estudou a ascensão política de Wagenknecht, comentou: "Não podemos dizer exatamente quantas pessoas se alinham com os valores conservadores de esquerda. Mas o que podemos dizer é que é um grupo significativo. Nunca vimos essa combinação em um partido na Alemanha antes."
O BSW foi descrito como um partido populista de esquerda e conservador de esquerda, sendo este último rótulo usado em parte devido às suas posições económicas de esquerda e tendo posições sociais e culturais de direita, que foram descritas por Wurthmann como sendo popular entre os eleitores anti-sistema e de direita. Em resposta às descrições do partido como de extrema direita ou socialmente de direita, o cientista político Thorsten Faas disse que Wagenknecht ainda era um política com perfil de esquerda, mesmo dentro do Partido da A Esquerda, e comentou: "Eu seria um pouco cauteloso sobre isso, porque é claro que é um projeto claramente de esquerda. Este certamente não é uma política que representa uma posição de direita."
O Mitteldeutscher Rundfunk descreveu o partido como um partido de esquerda com a justiça social no seu núcleo, mas com posições sociais semelhantes às dos partidos de direita. Die Zeit descreveu o BSW como "um partido altamente populista" e chamou a ideologia do partido de "populismo de esquerda de matiz conservadora", dada a sua "postura restritiva em questões de refugiados e migração, bem como uma política social cujo verdadeiro ponto de referência é a nação Estado e um pacifismo que não se coíbe de defender estados autocráticos como a Rússia de Vladimir Putin" e "rejeição de tudo o que é percebido como expressão do hipsterismo metropolitano woke". Münchner Merkur rotulou o partido de "nacional e socialista", escrevendo: "Para Wagenknecht, o nacionalismo não parece mais ser o inimigo maligno, mas um meio e um fim para mobilizar as pessoas para o seu tipo de socialismo." Da mesma forma, Die Tageszeitung descreveu a ideologia do partido como "socialismo com um código de direita" e colocou-o no contexto de uma mistura de nacionalistas e conservadores de esquerda. Der Spiegel afirmou que "poderia haver uma lacuna no mercado para a mistura [de Wagenknecht] de antiamericanismo, apologia de Putin, socialismo, ceticismo migratório, bem como a sua abertura a teorias da conspiração".

## Membros parlamentares
Dez membros do Bundestag (todos da A Esquerda) juntaram-se ao BSW no seu anúncio. Alexander King, membro da Câmara dos Representantes da Esquerda de Berlim, juntou-se ao BSW em 27 de outubro de 2023.
| Imagem | Membro             | Parlamento | Observação                                             |
| ------ | ------------------ | ---------- | ------------------------------------------------------ |
|        | Sahra Wagenknecht  | Bundestag  | Ex-líder do grupo parlamentar da Esquerda no Bundestag |
|        | Amira Mohammed Ali | Bundestag  | Ex-líder do grupo parlamentar da Esquerda no Bundestag |
|        | Alexandre Ulrich   | Bundestag  | Da Renânia-Palatinado                                  |
|        | Christian Leye     | Bundestag  | Da Renânia do Norte-Vestfália                          |
|        | Sevim Dağdelen     | Bundestag  | Da Renânia do Norte-Vestfália                          |
|        | Andrej Hunko       | Bundestag  | Da Renânia do Norte-Vestfália                          |
|        | Żaklin Nastic      | Bundestag  | De Hamburgo                                            |
|        | Ali Al-Dailami     | Bundestag  | De Hesse                                               |
|        | Klaus Ernst        | Bundestag  | Da Baviera e ex-presidente federal da A Esquerda       |
|        | Jéssica Tatti      | Bundestag  | De Baden-Württemberg                                   |
|        | Alexander King     | Berlim     |                                                        |
|        | Metin Kaya         | Hamburgo   |                                                        |

## Outros membros notáveis
Outros membros notáveis incluem o cantor e compositor e ex-vice-presidente do PDS, Diether Dehm, e a ex-membro do Bundestag Sabine Zimmermann.
Fabio De Masi, ex-deputado da A Esquerda; e Thomas Geisel, ex-político do SPD, ingressaram no BSW em janeiro de 2024. Eles são os principais candidatos do partido para as eleições parlamentares europeias de 2024 na Alemanha.

## Sondagens
Em 2023, em meio a especulações de saída de Wagenknecht da A Esquerda, várias sondagens foram realizadas para avaliar o apoio a um partido liderado por Wagenknecht. Sobre as perspectivas políticas do partido, Wolfgang Schroeder, um cientista político da Universidade de Kassel, disse que metade da parcela de votos da A Esquerda poderia ir para o BSW, o que significaria que a Esquerda não entraria no Bundestag nas próximas eleições federais alemãs. Por outro lado, pesquisas realizadas pelos cientistas políticos Sarah Wagner, Constantin Wurthmann e Jan-Philipp Tomeczek descobriram que o BSW também poderia prejudicar a extrema direita. Wurthmann, que afirmou que Wagenknecht era "socioculturalmente de direita", comentou: "Os nossos dados mostram que a aprovação de Wagenknecht é maior entre os eleitores da AfD do que entre os eleitores do Die Linke... [Ela] é apreciada... por pessoas que consideram-se conservadores, são críticos da imigração e vêm parcialmente do leste."

Em outubro de 2023, após o anúncio do BSW, novas sondagens avaliaram o apoio ao novo partido de Wagenknecht. Uma sondagem com eleitores do T-Online descobriu que os eleitores da A Esquerda, da AfD e do FDP, bem como os não-eleitores e os eleitores de partidos menores, eram mais recetivos ao BSW, enquanto que a CDU/CSU, o SPD e especialmente os eleitores dos Verdes opunham-se em grande parte. De acordo com uma sondagem do Insa, cerca de 12% dos alemães disseram que votariam no BSW. Uma sondagem realizada por Civey indicou que 20% dos alemães poderiam "imaginar-se em princípio" votando num partido hipotético liderado por Wagenknecht. A sondagem também concluiu que os apoiantes da A Esquerda e da AfD eram os mais abertos a votar nesse partido, chegando a atingir 32% na Alemanha Oriental. Uma pesquisa do Bild descobriu que 27% dos eleitores considerariam votar no partido de Wagenknecht. Manfred Güllner – cuja empresa de sondagens, o Instituto Forsa, conduziu uma sondagem sobre o partido de Wagenknecht – disse que o BSW tem tantas hipóteses de atrair eleitores de partidos tradicionais como de atrair aqueles que votam à direita.
| Data                         | Resultado | Instituto               |
| ---------------------------- | --------- | ----------------------- |
| 13 de janeiro de 2024        | 14%       | INSA                    |
| 11 de janeiro de 2024        | 4%        | Forschungsgruppe Wahlen |
| Partido oficialmente fundado |           |                         |
| 4 de janeiro de 2024         | 6%        | Wahlkreisprognóstico    |
| 27 de novembro de 2023       | 6%        | Wahlkreisprognóstico    |
| 10 de novembro de 2023       | 14%       | INSA                    |
| 28 de outubro de 2023        | 14%       | INSA                    |
| 25 de outubro de 2023        | 13%       | Wahlkreisprognóstico    |
| 23 de outubro de 2023        | 12%       | INSA                    |
| Associação registada         |           |                         |
| 31 de julho de 2023          | 15%       | INSA                    |

| Data                         | Resultado por estado | Resultado por estado | Resultado por estado | Resultado por estado | Instituto |
| Data                         | TH                   | SN                   | BB                   | ST                   | Instituto |
| ---------------------------- | -------------------- | -------------------- | -------------------- | -------------------- | --------- |
| 11 de janeiro de 2024        | 4%                   | 4%                   | 4%                   |                      | Forsa     |
| Partido oficialmente fundado |                      |                      |                      |                      |           |
| 29 de novembro de 2023       |                      |                      | 11%                  |                      | INSA      |
| Associação registada         |                      |                      |                      |                      |           |
| 13 de julho de 2023          | 25%                  |                      |                      |                      | INSA      |

## Reações

### A Esquerda
Muitos membros e ativistas do partido ficaram aliviados com a saída de Wagenknecht, após meses de insinuações e especulações. Os membros do partido criticaram os membros do BSW no Bundestag por não devolverem os mandatos que haviam conquistado para A Esquerda. Alguns políticos da A Esquerda expressaram deceção com o comportamento dos seguidores de Wagenknecht. Schirdewan disse que estava "pessoalmente dececionado" com os desertores, que ele disse terem prejudicado o partido, e pediu-lhes que devolvessem os seus assentos no Bundestag à A Esquerda. O vice-presidente de esquerda, Lorenz Gösta Beutin, descreveu a formação do partido por Wagenknecht como motivada por ganhos financeiros pessoais: "A milionária Wagenknecht está a fundar um partido para Wagenknecht a fim de coletar doações corporativas para um partido Wagenknecht."
O conselho da Linksjugend, a ala jovem da Esquerda, ficou satisfeito com a saída de Wagenknecht do partido, afirmando: “A nossa luta finalmente valeu a pena: esperávamos ansiosamente a sua saída e pedimos ao partido que a expulsasse. O partido pode agora iniciar o processo de renovação." A vice-líder do grupo parlamentar da A Esquerda, Gesine Lötzsch, disse que um partido fundado por Wagenknecht não deveria ser visto como um oponente ou inimigo, mas como uma competição. Ela disse que iriam observar atentamente como este partido se desenvolve e quais posições ele assume na esquerda. Ela acrescentou: “O perigo real que vejo é que o nosso país se esteja a mover cada vez mais para a direita. Se o grupo parlamentar da A Esquerda já não existir no Bundestag, será ainda mais difícil opor-se à coligação governamental”.

### Partido Social Democrata da Alemanha
O secretário-geral do Partido Social Democrata da Alemanha (SPD), Kevin Kühnert, comentou que "Sahra Wagenknecht tem sido uma oposição de uma mulher muito estabelecida desde há 30 anos. Mas não há uma única medida política ligada à sua atividade política onde algo tenha melhorado para as pessoas" e acrescentou que como Wagenknecht raramente está presente no Bundestag, ela não está muito preocupada com o seu novo partido.

### União Democrata Cristã da Alemanha
A União Democrata Cristã da Alemanha (CDU), que aprovou uma resolução de incompatibilidade tanto com a A Esquerda como com a AfD, discutiu formas de lidar com o BSW. Wagenknecht ofereceu à CDU um governo de coligação se não houvesse maioria sem a AfD nas eleições estaduais de 2024 na Saxónia, Turíngia e Brandemburgo. O líder do grupo parlamentar da CDU de Brandemburgo, Jan Redmann, disse que deveriam esperar para ver os próximos desenvolvimentos, posição que também foi refletida pela CDU na Turíngia. O vice-líder do partido da CDU, Andreas Jung, disse ao Die Welt: “O antiamericanismo, a proximidade com Putin e o socialismo são completamente incompatíveis com a nossa posição”. A ex-ministra da Agricultura, Julia Klöckner, expressou a sua opinião de que uma resolução de incompatibilidade também deveria ser aplicada ao BSW, enquanto que o líder da CDU da Baixa Saxônia, Sebastian Lechner, afirmou que havia necessidade de esclarecimento, uma vez que o BSW não pode ser incluído na decisão de incompatibilidade da CDU com o A Esquerda e AfD, e que o novo partido de Wagenknecht teria de tomar a sua própria decisão. O presidente da CDU, Friedrich Merz, disse que o BSW poderia obter votos da AfD, enquanto o ex-presidente Joachim Gauck (que nunca foi membro da CDU) comentou que o BSW também poderia atrair eleitores insatisfeitos do SPD.

### Alternativa para a Alemanha
Após o anúncio da formação do BSW, a secção deBrandemburgo da AfD teme uma perda de votos na Alemanha Oriental para as eleições estaduais que serão realizadas em 2024.

### Média
Na Alemanha, o Bild descreveu Wagenknecht como uma socialista de direita, enquanto que o Die Tageszeitung disse que ela promove o "socialismo com um código de direita". Os investigadores do partido geralmente assumem que o BSW poderia desafiar a AfD por votos devido às suas opiniões sobre a pandemia da COVID-19, a guerra na Ucrânia e a migração. Deutschlandfunk comentou: "Para a AfD, um partido Wagenknecht seria uma competição direta que poderia custar-lhe alguns pontos percentuais e reduzir o seu próprio potencial eleitoral entre aqueles dececionados com a política. Tanto o futuro Die Linke como a AfD carecem de figuras carismáticas como Wagenknecht." T-Online comentou que, juntamente com a A Esquerda e a AfD, o BSW também representava uma ameaça ao Partido Democrático Livre da Alemanha (FDP), de centro-direita, com cerca de 26% dos eleitores do FDP dispostos a considerar o partido. Argumentou que embora o FDP e o BSW sejam opostos na maioria das questões, com o FDP defendendo o liberalismo económico, as bases de ambos os partidos são críticas à política de migração alemã.
Sobre o BSW atrair eleitores da AfD, Die Zeit declarou: "Mesmo que Wagenknecht queira limitar em vez de promover a imigração, ela ainda não é conhecida por ter atitudes e ressentimentos abertamente racistas e extremistas de direita. A este respeito, seria bem-vindo se pelo menos alguns dos eleitores da AfD se voltassem para um partido Wagenknecht." Da mesma forma, Der Spiegel argumentou: "Se o partido for fundado, o novo movimento poderá atrair eleitores da AfD. Isso não seria uma coisa má à primeira vista: o populismo de esquerda à la Wagenknecht ainda é melhor do que um partido de extrema direita. É por isso que eles têm medo do novo grupo lá." Handelsblatt comentou que Wagenknecht poderia fazer o que Merz não conseguiu fazer, nomeadamente "reduzir para metade a AfD".
Na Grã-Bretanha, o The Spectator questionou se Wagenknecht teria sucesso com o seu partido, citando o "elemento do culto à personalidade". O The Guardian afirmou que, juntamente com o aumento da extrema-direita AfD nas sondagens, a ascensão do partido de Wagenknecht sinaliza o crescente descontentamento da população em geral com o gabinete Scholz no poder, que Wagenknecht descreveu como "o pior governo da sua história"; de acordo com as sondagens, se uma eleição ocorresse em outubro de 2023, o BSW poderia ganhar até 20% dos votos nacionais. O jornal também comentou que o novo partido coloca a A Esquerda em risco de irrelevância política, uma vez que o partido sofre há muito tempo com lutas internas e declínio nos resultados eleitorais. A cientista política Andrea Römmele descreveu o BSW como "uma alternativa à Alternativa para a Alemanha", argumentando que o partido poderia reivindicar o apoio perdido pela A Esquerda para a AfD nos novos estados. O cientista político Benjamin Höhne comentou: "O nicho do BSW está se a abrir - enfatizando a justiça social e, ao mesmo tempo... [Wagenknecht] posicionando-se de uma forma mais cética em relação à migração - tem potencial." Em Itália, o Corriere della Sera descreveu o BSW como a "imagem espelhada da AfD".